# عباس كامل (طبيب)
الدكتور عباس كامل الكفراوي «باشا» هو طبيب مصري، كان طبيبًا خاصًا للملك فاروق الأول ملك مصر، وعضوًا بمجلس الخاصة الملكية. حصل على رتبة الباشوية في 8 ديسمبر 1943.